# Oskar Heinecke

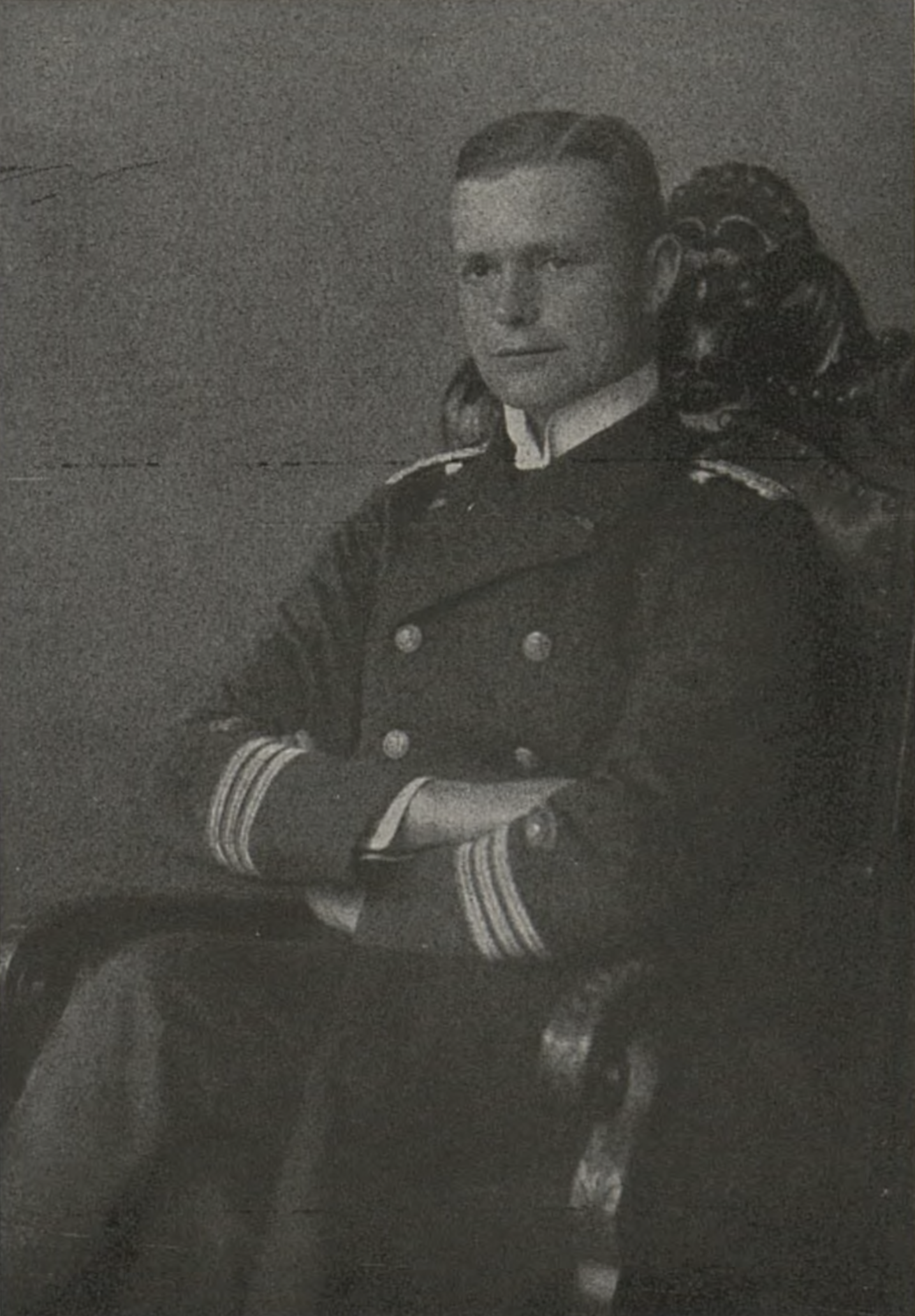
Oskar Heinecke (Illustrirte Zeitung, 1918)

Oskar Heinecke (* 3. Juli 1878 in Eichenbarleben; † 25. Januar 1945 in Kiel) war ein deutscher Admiral der Kriegsmarine.

## Leben
Heinecke trat am 7. April 1897 als Kadett in die Kaiserliche Marine ein und absolvierte zunächst seine Grund- und Schiffsausbildung. Anschließend besuchte er die Marineschule. Er avancierte Ende September 1900 zum Leutnant zur See, diente ab Oktober 1900 als Kompanie- und Wachoffizier bei der II. Torpedoabteilung und stieg Mitte März 1902 zum Oberleutnant zur See auf. Daran schlossen sich ab Oktober 1902 in der Folge Verwendungen als Torpedooffizier auf der Amazone, Frithjof und der Braunschweig an. Ab Oktober 1905 diente Heinecke für zwei Jahre auf der Staatsyacht Hohenzollern und wurde Ende April 1907 Kapitänleutnant. Anschließend erfolgte sein Rückversetzung zur II. Torpedodivision nach Wilhelmshaven. Hier war er mehrfach zeitweise als Kommandant der Torpedoboote S 147, S 128 und S 98 tätig. Zur weiteren Ausbildung absolvierte Heinecke ab Mitte September 1910 die Marineakademie. Nach seinem Abschluss stand er zunächst für drei Monate zur Verfügung der Inspektion des Bildungswesens der Marine, kehrte am 1. Oktober 1912 zur II. Torpedodivision zurück und war zugleich Chef der X. Halbflottille sowie Kommandant der X. Reserve-Halbflottille. In dieser Stellung avancierte Heinecke am 22. März 1914 zum Korvettenkapitän.
Nach Ausbruch des Ersten Weltkriegs stand er bis Mitte September 1915 an der Spitze der X. Halbflottille, wurde anschließend Chef der V. Torpedobootsflottille und beteiligte sich an der Skagerrakschlacht. Am 1. August 1916 wurde Heinecke zum Chef der II. Torpedobootsflottille ernannt, die aus den neuesten und größten Zerstörern der Flotte bestand. In dieser Eigenschaft nahm er während des Unternehmens Albion an der Eroberung der Insel Ösel teil. Seine Flottille landete zwei Infanterieregimenter als Vorhut des Landungskorps in der Morgendämmerung des 12. Oktober 1917 zur Überraschung der russischen Streitkräfte an und konnte dadurch den Erfolg des Unternehmens sichern. Außerdem gelang es ihm den russischen Zerstörer Grom aufzubringen, der jedoch wenig später in Folge von Beschädigungen sank.
Beim Seegefecht vor Bergen am 12. Dezember 1917 versenkten seine Schiffe ohne eigene Verluste zwei Dampfer und zwei bewaffnete Patrouillenboote. Am 14. Februar 1918 führte Heinecke unter erheblichen Schwierigkeiten ein Unternehmen gegen die Kanalsperre zwischen Dover und Calais durch. Dabei konnte ein alter Kleiner Kreuzer, ein Torpedoboot sowie zahlreiche bewaffnete Bewachungsboote versenkt und in der Folge der U-Boot-Krieg von Flandern aus wieder ungehemmt weiter durchgeführt werden. Für diese Tat reichte ihn der Führer der Torpedoboote Paul Heinrich zur Verleihung des Ordens Pour le Mérite ein, den Heinecke am 5. März 1918 durch Wilhelm II. erhielt. Bereits vorher hatte man ihn mit beiden Klassen des Eisernen Kreuzes sowie dem Ritterkreuz des Königlichen Hausordens von Hohenzollern mit Schwertern ausgezeichnet.
Über das Kriegsende hinaus verblieb er bis zum 14. Februar 1919 in seiner Funktion als Flottillenchef, wurde anschließend zur Dienstleistung zum Reichsmarineamt kommandiert und in die Reichsmarine übernommen. Ab dem 3. Oktober 1919 war er Kommandant des Kleinen Kreuzers Königsberg, wurde am 5. Februar 1920 Fregattenkapitän und war dann vom 11. März bis zum 31. Mai 1920 beurlaubt. Vom 1. Juni 1920 bis zum 18. Oktober 1922 war Heinecke Festungskommandant von Cuxhaven, stieg zwischenzeitlich Anfang Januar 1921 zum Kapitän zur See auf und wurde anschließend zum Inspekteur der Marinedepot-Inspektion ernannt. Am 30. März 1925 erfolgte seine Ernennung zum Inspekteur der Inspektion des Torpedo- und Minenwesens in Kiel. Er avancierte am 1. Oktober 1926 zum Konteradmiral und war zeitweise mehrfach zugleich mit der Vertretung des Inspekteurs des Bildungswesens der Marine beauftragt. Am 4. Oktober 1927 wurde Heinecke von seinem Posten enthoben, zur Verfügung des Chefs der Marinestation der Ostsee gestellt und zum 31. Dezember 1927 aus dem aktiven Dienst verabschiedet.
Nach seiner Verabschiedung erhielt Heinecke am 25. Januar 1937 den Charakter als Vizeadmiral und anlässlich des sogenannten „Tannenbergtages“ am 27. August 1939 den Charakter als Admiral.
Oskar Heinecke liegt auf dem Kieler Nordfriedhof begraben.